# KHR-1
KHR-1は近藤科学が開発、生産するプログラム可能な二足歩行ロボットである。

## 概要
登場時は最も安価(アメリカでは約$1,600、日本では¥128,000)に購入できる二足歩行ロボットでこれまで技術力、資金力のある一部の愛好家にしか手が届かなかった二足歩行ロボットが一気に普及するきっかけとなった。
このロボットの身長は34cmで17の自由度(関節)を有する(それぞれの関節は個々のサーボモーターで駆動される)。格闘技のポーズ等幅広い動作が可能である。
KHR-1は無線で制御できる。他の付属品や改造パーツによりサーボをトルクの高い12Vのものに交換したり自由度を増やしたり高性能なマイクロプロセッサの搭載によりリアルタイムでのマスター/スレーブによる運用、ジャイロ、多軸加速度センサの搭載、大型の足の使用が可能となる
腰部には上肢を傾斜させるような自由度は存在せず、構造上追加することも困難である。
近藤科学から供給される基本的なロボットは単純な制御アプリケーションであるHearttoHeartを使用することでユーザーは順次動作やポーズを作成したりできる。ポーズとポーズの間を補間する機能もある。
ユーザーはKHR-1はパソコンによるプログラムとシミュレーションによりいくつかの先進的な制御の開発が可能になった。
KHR-1はROBO-ONE委員会が公認するロボットとなっており、日本のROBO-ONE Jクラスにおいて最も普及したロボットのプラットフォームである。2004年にはRobo-One Jrのカテゴリーで優勝した。

## 開発の歴史
ROBO-ONEの開催により、高トルク型のサーボを使用したロボットが製作されるようになった。ラジコンカーの世界ではあまり販売数が多くない高トルクのサーボの需要が急増したことで近藤科学の社長が自ら調査に乗り出し、ROBO-ONEの製作者の声を聞いてフレームは社員の一人がROBO-ONEに参加していたイトーレイネツ社、ソフトウェアは代表取締役がROBO-ONEに参加していたイクシスリサーチ社によって開発された。
2012年には3代目となる「KHR-3HV」が発売。ダミーサーボを採用するなど，ユーザがロボットのスタイルを変えずに改良できるようになっている。